# Gasdotto Trans-Caspico
Il gasdotto Trans-Caspico (in azero - Transxəzər boru xətti, in turkmeno - Transhazar turbaly geçiriji) è un gasdotto sottomarino progettato per collegare Türkmenbaşy in Turkmenistan con Baku in Azerbaigian. Secondo alcune fonti, si prevede anche di collegare il gasdotto da Tengiz del Kazakistan e collegarlo a Türkmenbaşy. Questo gasdotto sottomarino fornisce il trasporto di gas naturale dal Turkmenistan e dal Kazakistan attraverso l'Azerbaigian alla Turchia e alla Georgia e oltre ai paesi membri dell'Unione Europea. Questo gasdotto è anche considerato parte dell'espansione del Corridoio meridionale del gas. La capacità del gasdotto progettato è di 30 miliardi di metri cubi di gas naturale all'anno. Questo gasdotto fornirà l'Europa con il gas turkmeno cominciando da 10 a 30 miliardi di metri cubi di gas all'anno. Il valore approssimativo stimato è di 5 miliardi di dollari USA. A Baku, il gasdotto si unirà al Gasdotto del Caucaso Meridionale (Baku-Tbilisi-Erzurum) e attraverso di esso fino a Gasdotto Trans-Anatolico. La lunghezza pianificata del gasdotto è di 300 km.

## Storia
Nel 1996, durante una riunione negli Stati Uniti, è stato possibile discutere la realizzazione del progetto per l'esporto del gas naturale turkmeno attraverso un gasdotto sottomarino. Nel febbraio 1999, il governo turkmeno ha firmato un accordo con la società General Electric e la società di costruzioni Bechtel per studiare la rotta proposta per il gasdotto. Nel 1999, nell'ambito della riunione dell'Organizzazione per la cooperazione e lo sviluppo economico a Istanbul, la Turchia, la Georgia, l'Azerbaigian e il Turkmenistan hanno firmato una serie di accordi nel settore della costruzione di gasdotti. Tuttavia, a causa del problema giuridico irrisolto dei confini territoriali del Mar Caspio e dell'apertura del giacimento di gas di Shah Deniz, il progetto del gasdotto sottomarino è stato posticipato per l'estate del 2000 ed è stato proseguito solo insieme al progetto del Gasdotto del Caucaso Meridionale.
Nel gennaio 2006, a causa del conflitto di gas fra Russia e Ucraina, è nato di nuovo l'interesse per il gasdotto Trans-Caspico. L'11 gennaio 2006, il primo ministro azero Artur Rasizadə ha offerto al primo ministro kazako Daniyal Akhmetov l'esportazione del gas kazako in Turchia attraverso il  Gasdotto del Caucaso Meridionale e da lì al mercato europeo. Nel marzo 2006, il presidente del Turkmenistan ha annunciato la sua intenzione di riprendere i negoziati sul gasdotto. A maggio, nell'ambito della sua visita in Kazakistan, il commissario europeo per l'energia ha dichiarato il pieno sostegno dell'Unione europea per la costruzione del gasdotto Trans-Caspico. Il Ministro dell'Industria e dell'Energia della Repubblica dell'Azerbaigian, Natig Əliyev, in una conferenza internazionale sull'energia a Baku, ha parlato dei dettagli particolari del gasdotto Trans-Caspico, che può influenzare la diversificazione delle forniture e prezzi più bassi. D'altra parte, il Ministro dell'Industria e dell'Energia della Federazione Russa ha parlato dei rischi tecnici, legali, ambientali e di altro genere che il progetto Trans-Caspico potrebbe generare e ha affermato che i rischi sono così grandi che se non avendo nessun sostegno politico, sarà impossibile trovare un investitore.
Il 12 maggio 2007 è stato siglato un patto trilaterale tra Russia, Kazakistan e Turkmenistan sull'esportazione di gas dall'Asia centrale verso l'Europa attraverso il ramo occidentale ricostruito e ampliato del centro del gasdotto dell'Asia centrale. Sembrava come il crollo del progetto Trans-Caspico, anche se il presidente turkmeno Gurbanguly Berdimuhamedow ha annunciato la continuazione del progetto di costruzione del gasdotto Trans-Caspian. 
Il 4 settembre 2008, il Vice Ministro degli Esteri della Repubblica Islamica dell'Iran ha dichiarato che l'Iran si oppone alla costruzione di qualsiasi conduttura sottomarina nel Caspio a causa di considerazioni ambientali. Secondo l'esperto del regione, questa dichiarazione ha corso in pericolo il progetto del gasdotto Trans-Caspico. Tuttavia, il 22 dicembre 2008, la società austriaca OMV e la società tedesca RWE, che erano partner del gasdotto internazionale Nabucco, hanno annunciato la formazione congiunta della Caspian Energy Company per l'esplorazione della rotta di un possibile gasdotto attraverso il Mar Caspio. Sulla base dei risultati dell'esplorazione, la società prevede di costruire un sistema di trasporto del gas attraverso il Mar Caspio. 
Il 12 dicembre 2011, il Consiglio Affari esteri dell'Unione europea ha deciso di concedere un mandato negoziale alla Commissione europea per le trattative con l'Azerbaigian e il Turkmenistan sul gasdotto Trans-Caspico. Il 3 settembre 2012, dopo la riunione del commissario europeo per l'energia, il ministro turco dell'Energia con alti funzionari azeri e turkmeni, ha dichiarato che la Turchia acquisterà gas dal Turkmenistan attraverso il gasdotto Trans-Caspico. L'apparizione del Corridoio meridionale del gas ha di nuovo riacceso l'interesse per il gasdotto Trans-Caspico come un modo alternativo di fornire il monopolio di Gazprom ai mercati europei. Il gas turkmeno, insieme al gas azero proveniente dal campo di Shah Deniz, sarà trasportato tramite questo gasdotto. All'inizio del 2016, una parte del Corridoio meridionale del gas è stata installata tra l'Italia e la Grecia attraverso l'Albania e in futuro questo gasdotto si unirà a far parte del gasdotto TAP in Turchia, la cui costruzione è iniziata nel 2016 e si unirà al gasdotto di Caucaso meridionale al confine con la Turchia.
Il 19 luglio 2017 si è tenuta la quarta riunione dei ministri degli Esteri dell'Azerbaigian, della Turchia e del Turkmenistan nella capitale dell'Azerbaigian, in seguito alla quale le parti hanno annunciato lo sviluppo della cooperazione in un formato trilaterale. In precedenti riunioni tripartite (maggio 2014, gennaio e agosto 2015), le parti hanno anche negoziato il trasporto di gas naturale turkmeno e azero nell'Europa e verso i mercati internazionali tramite la Turchia.
Il 15 febbraio 2018 a Baku si è svolta la riunione del Consiglio consultivo internazionale del Corridoio meridionale del gas, dove è stato menzionato che il gasdotto Trans-Caspico, che prevede il trasporto di gas turkmeno (d'ora in poi anche iraniano) verso l'Europa, è incluso anche nel progetto Yuganskneftegaz. A sua volta, l'Unione europea ha espresso la sua disponibilità a discutere l'introduzione del gas iraniano nel progetto del gasdotto.